# Egg (label)
Egg was een platenlabel, het was een sub-label van Barclay.
Op het label zijn uiteenlopende muziekstijlen te vinden, wel allemaal met een duidelijke component van electrionische muziek. Het gaat van de electropop (Bashung) tot de progressieve rock en elektronische minimalistische muziek.
Op het label zijn albums verschenen in de periode van 1977 tot 1981. Voor het label waren de hoogtepunten de Popol Vuh albums. Bijzonder was ook de elpee van Heldon, een van de beste werken die de Franse gitarist gemaakt heeft.
Op het label is werk verschenen van:
- Alain Bashung
- Alain Markusfeld
- Asmus Tietchens
- Christian Vander
- Conrad Schnitzler
- Cruciferius!
- Francois Breant
- Hand-Joachim Roedelius
- Heldon
- Larry Coryell
- Michel Magne
- Michel Madore
- Ose (Hervé Picard)
- Patrick Vian
- Popol Vuh
- Starts of the Street
- Stomu Yamastha
- Tim Blake
- Vangelis